# Vuippens

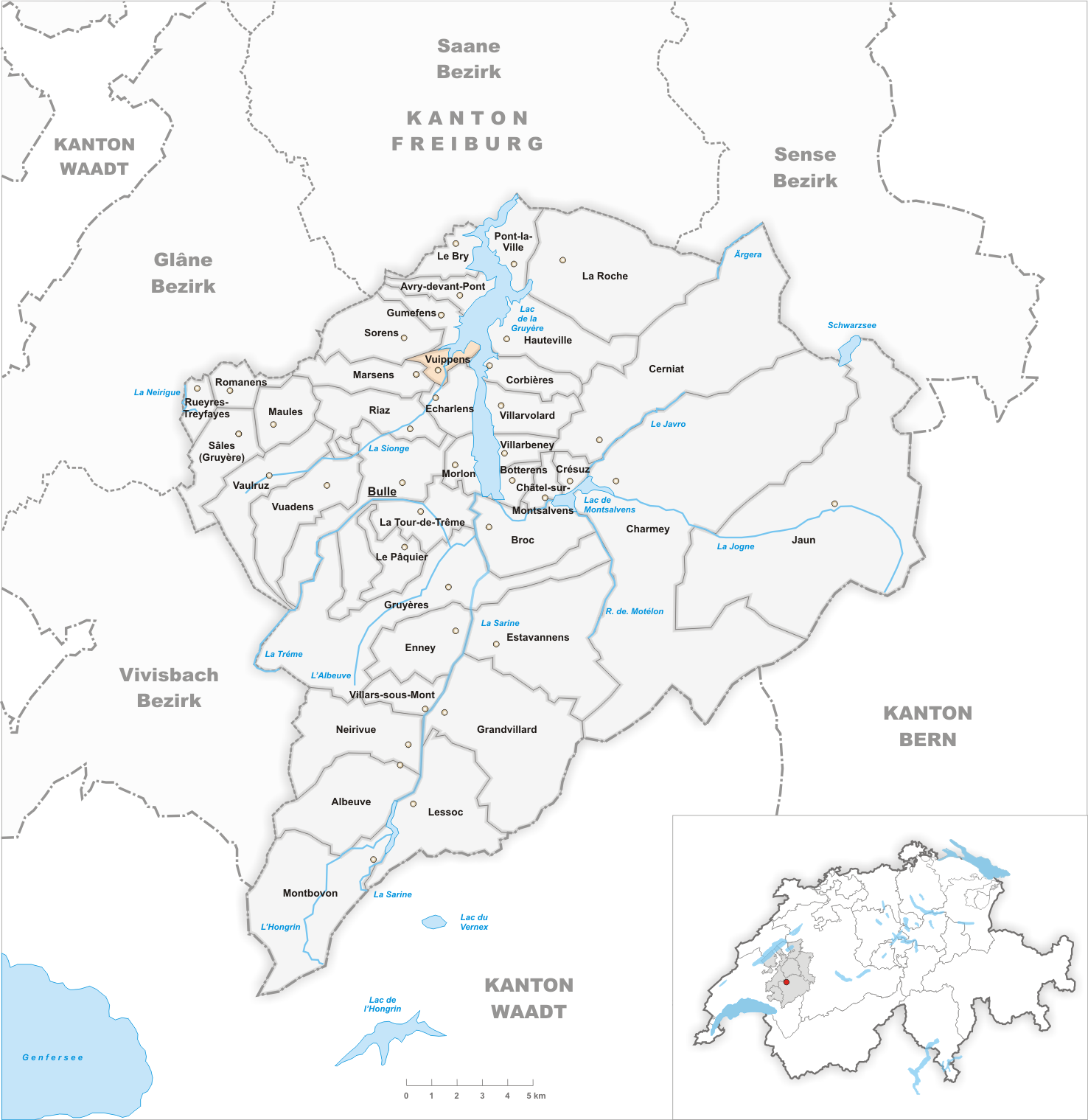
Gemeindestand vor der Fusion am 1. Januar 2001

Vuippens (Freiburger Patois Vupinⓘ) ist eine Ortschaft und früher selbständige politische Gemeinde im Bezirk Gruyère des Kantons Freiburg in der Schweiz. Der frühere deutsche Name Wippingen wird heute nicht mehr verwendet. Am 1. Januar 2001 wurde Vuippens nach Marsens eingemeindet, wobei das Wappen von Vuippens beibehalten wurde.

## Geographie
Vuippens liegt auf 706 m ü. M., viereinhalb Kilometer nordnordöstlich des Bezirkshauptortes Bulle (Luftlinie). Das Dorf erstreckt sich im Greyerzerland, leicht erhöht westlich der Talniederung des Baches Sionge, am Südfuss des Gibloux, westlich des Stausees Lac de la Gruyère. Die ehemalige Gemeindefläche betrug rund 1,8 km², wobei der Seeanteil nicht einberechnet ist. Das Gebiet umfasste die Halbinsel von Villard, die Talniederung der unteren Sionge und einen Teil der westlich angrenzenden Ebene; die Nordgrenze bildete der Bach Gérigno.

## Bevölkerung
Mit 251 Einwohnern (2000) gehörte Vuippens vor der Fusion mit Marsens zu den kleinen Gemeinden des Kantons Freiburg.
Einwohnerzahlen: Volkszählungsdaten

## Wirtschaft
Vuippens ist noch heute ein vorwiegend durch die Landwirtschaft geprägtes Dorf. Die Viehzucht und die Milchwirtschaft (für die Käseproduktion) sowie in geringerem Mass der Ackerbau haben eine wichtige Bedeutung in der Erwerbsstruktur der Bevölkerung. In den letzten Jahrzehnten hat sich das Dorf zu einer Wohngemeinde entwickelt. Viele Erwerbstätige sind deshalb Wegpendler, die in den Regionen Bulle und Freiburg arbeiten.

## Verkehr
Das Dorf ist verkehrstechnisch gut erschlossen. Es liegt an der Hauptstrasse von Freiburg nach Bulle. Der nächste Anschluss an die Autobahn A12 ist rund vier Kilometer vom Ortskern entfernt. Durch den Autokurs der Transports publics Fribourgeois, der von Freiburg via Rossens nach Bulle verkehrt, ist Vuippens an das Netz des öffentlichen Verkehrs angebunden. Vuippens wird auch durch die TPF-Buslinien von Bulle nach Romont FR und von Epagny über Bulle nach Marsens bedient.

## Geschichte

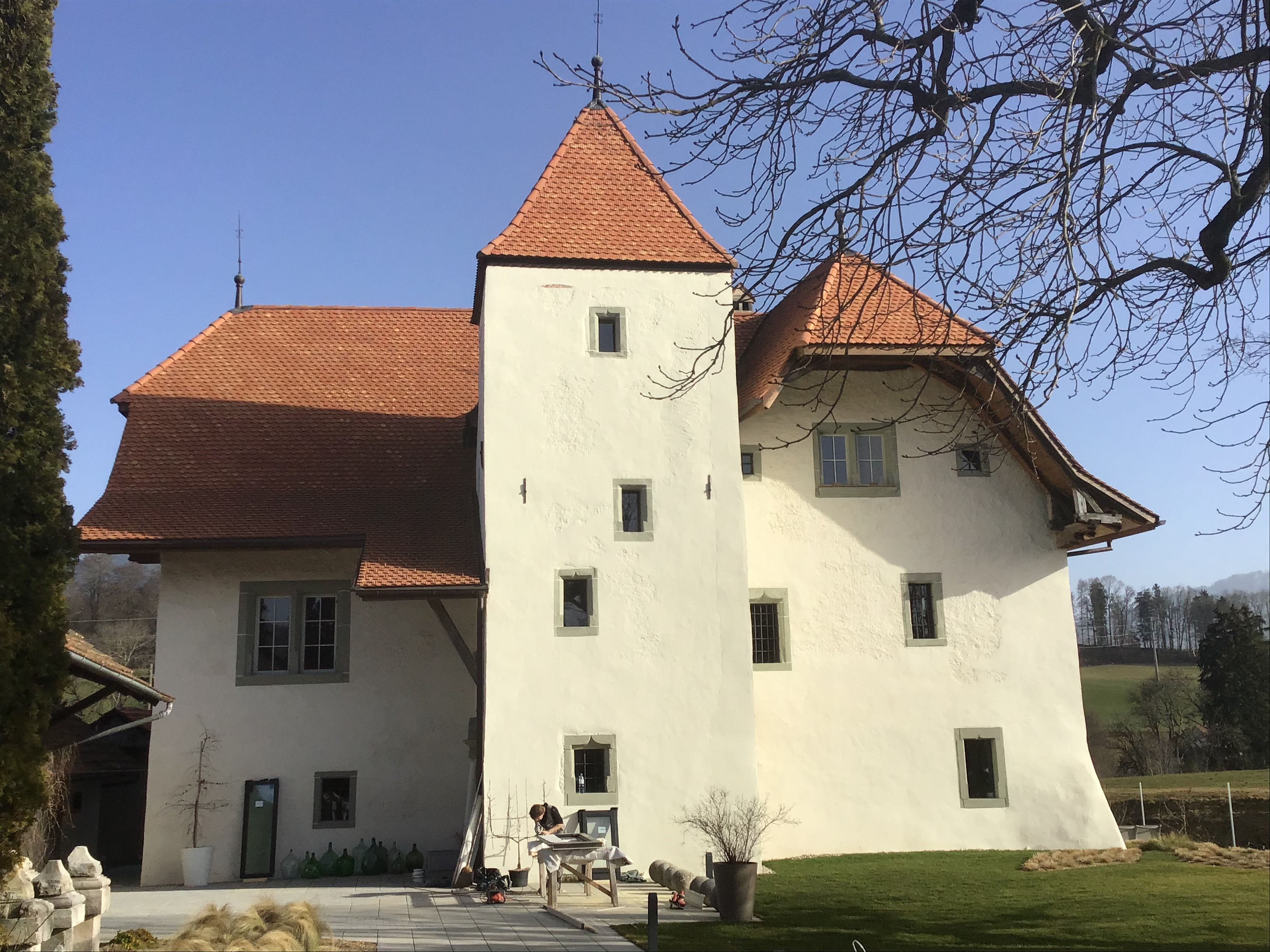
Haus von Sorens

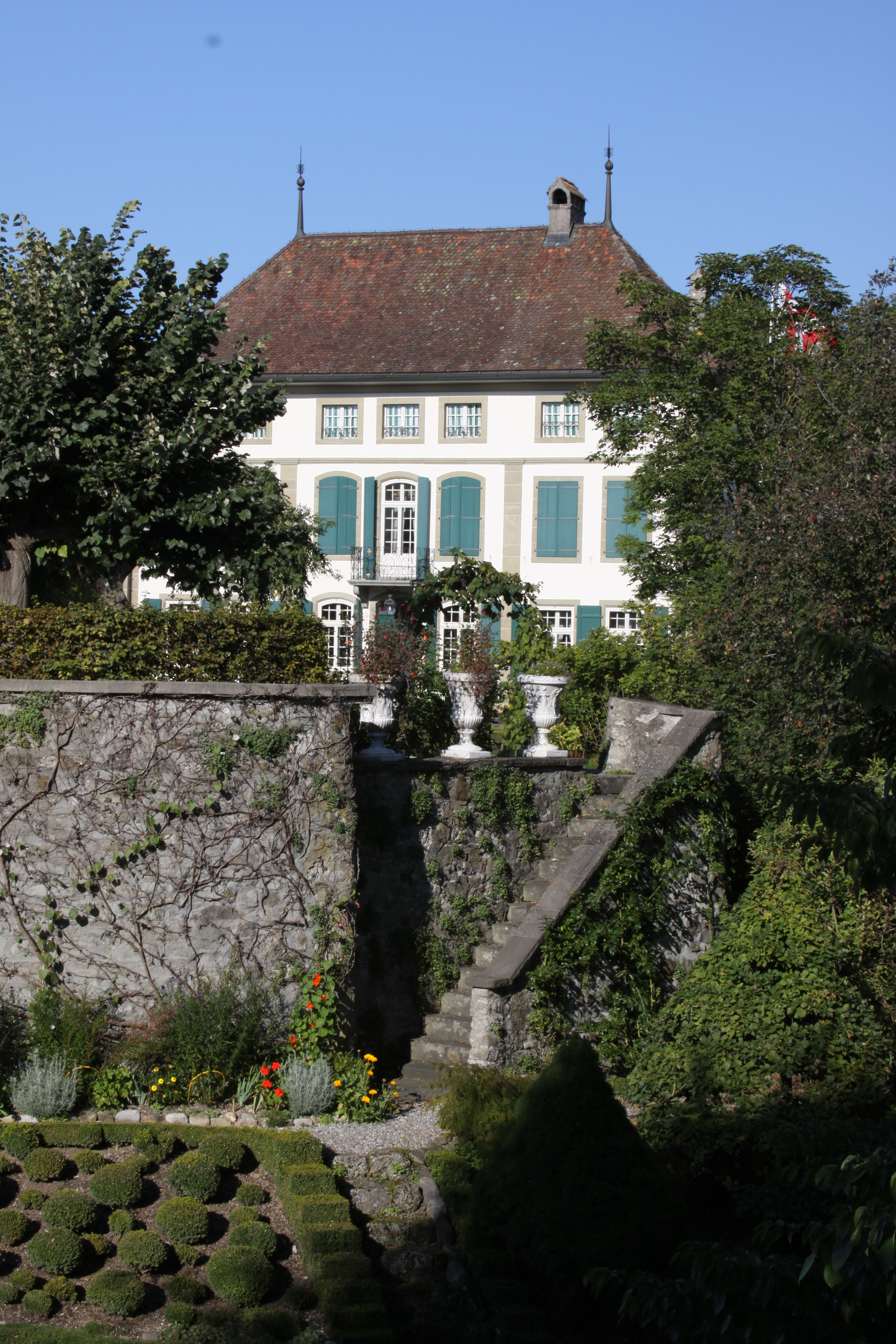
Vogteischloss

Das Gebiet von Vuippens war bereits zur Römerzeit besiedelt. Bei den Bauarbeiten an der Autobahn A12 wurden Überreste eines Gutshofs und eines Vicus zutage gefördert, die bis zu den ersten Einfällen der Alamannen um das Jahr 260 nach Christus bewohnt waren.
Die erste urkundliche Erwähnung des Ortes erfolgte bereits im Jahr 855 unter den Namen Uinpedingus und Uipedingus. Später erschienen die Bezeichnungen Wippens (1228), Wippiggin (1245), der deutsche Name Wippingen (1255), Vuipens (1285) und Wippeins (1378). Der Ortsname ist wahrscheinlich vom burgundischen Personennamen Winibad abgeleitet und bedeutet mit dem Suffix -ens so viel wie bei den Leuten des Winibad. Andere Quellen schreiben die Herkunft des Ortsnamens dem Germanen Vuitpot zu.
Seit dem 12. Jahrhundert war Vuippens Teil der Herrschaft Corbières. Nach der Abspaltung der westlich der Saane gelegenen Teile der Herrschaft bildete das Dorf ab 1225 eine eigene Herrschaft. Zur Herrschaft Vuippens gehörten auch die Dörfer Echarlens, Marsens, Sorens und Gumefens; Lehnsherr war die Grafschaft Greyerz. Bei einem weiteren Erbgang wurde 1290 die Herrschaft Everdes (mit dem Dorf Echarlens) von Vuippens abgetrennt. Von den Auswirkungen des Grüningerkrieges wurde Vuippens schwer in Mitleidenschaft gezogen: Das Dorf und das Schloss wurden 1349 von den Freiburgern und Bernern gebrandschatzt. 1359 kam die Herrschaft Vuippens unter die Oberhoheit des Hauses Savoyen.
Seit 1479 ist die Herrschaft durch einen Burgrechtsvertrag mit Freiburg verbunden. Wegen finanzieller Schwierigkeiten mussten die Herren von Vuippens ihr Gebiet 1547 an Freiburg verkaufen. Dieses richtete die Vogtei Vuippens ein, die 1553 mit Everdes zur Vogtei Vuippens-Everdes verbunden wurde, die bis 1798 Bestand hatte. Nach dem Zusammenbruch des Ancien Régime gehörte das Dorf während der Helvetik und der anschliessenden Zeit bis 1848 zum damaligen Bezirk Bulle, bevor es in den Bezirk Greyerz eingegliedert wurde. Am 1. Januar 2001 wurde das bis dahin politisch selbständige Vuippens nach Marsens eingemeindet.

## Sehenswürdigkeiten
Die katholische Dorfkirche Saint-Sulpice, ein einschiffiger Bau, wurde im 18. Jahrhundert an der Stelle eines Vorgängerbaus errichtet. Ein Brand machte in der Zeit von 1859 bis 1862 eine grundlegende Erneuerung notwendig. 
Vuippens besitzt zwei Schlösser. Das alte Schloss, „Haus von Sorens“ (französisch: „Maison de Sorens“) genannt, wurde im 17. Jahrhundert errichtet und später zu einem grossen Bauernhof umgewandelt. Der seitliche Turm könnte zu einem älteren Bau gehören. Das neue Schloss, „Vogteischloss“ (französisch: „Château de Vuippens“) genannt, ist ein 1776 erbauter Herrensitz, der an der Stelle des Schlosses der Herren von Vuippens steht.

## Persönlichkeiten

### Persönlichkeiten, die in Vuippens geboren sind
- François Jean-Philippe de Boccard (1696–1782), Schweizer Militär in französischen Diensten
- Joseph Hubert de Boccard (1697–1758), Bischof von Lausanne

### Persönlichkeiten, die in Vuippens gewirkt haben
- Pierre Tobie Yenni (1774–1845), Bischof von Lausanne-Genf
- Gustav Schneeli (1872–1944), Kunsthistoriker, Diplomat, Genealoge und Maler